# Märchenwiese
Die Märchenwiese (englisch Fairy Meadows, Urdu پریوں کا چراگاہ) ist eine Hochalm oder Matte sowie ein Basislager für die Besteigung des Nanga Parbat, im Himalaya in der Gilgit-Baltistan-Region unter pakistanischer Verwaltung. Auf einer Höhe von etwa 3300 m ist sie ein Ausgangspunkt für Nanga Parbat Expeditionen von der nördlichen Rakhiotseite aus. Der Berg gilt als einer der anspruchsvollsten Achttausender und daher als einer der am schwierigsten zu erklimmenden Berge der Erde. Die Märchenwiese ist unter Bergsteigern legendär aufgrund ihrer atemberaubenden Landschaft. Der Name wurde ihr von deutschen Bergsteigern gegeben, zu einer Zeit als der Nanga Parbat der „Schicksalsberg der Deutschen“ genannt wurde.

## Anfahrt

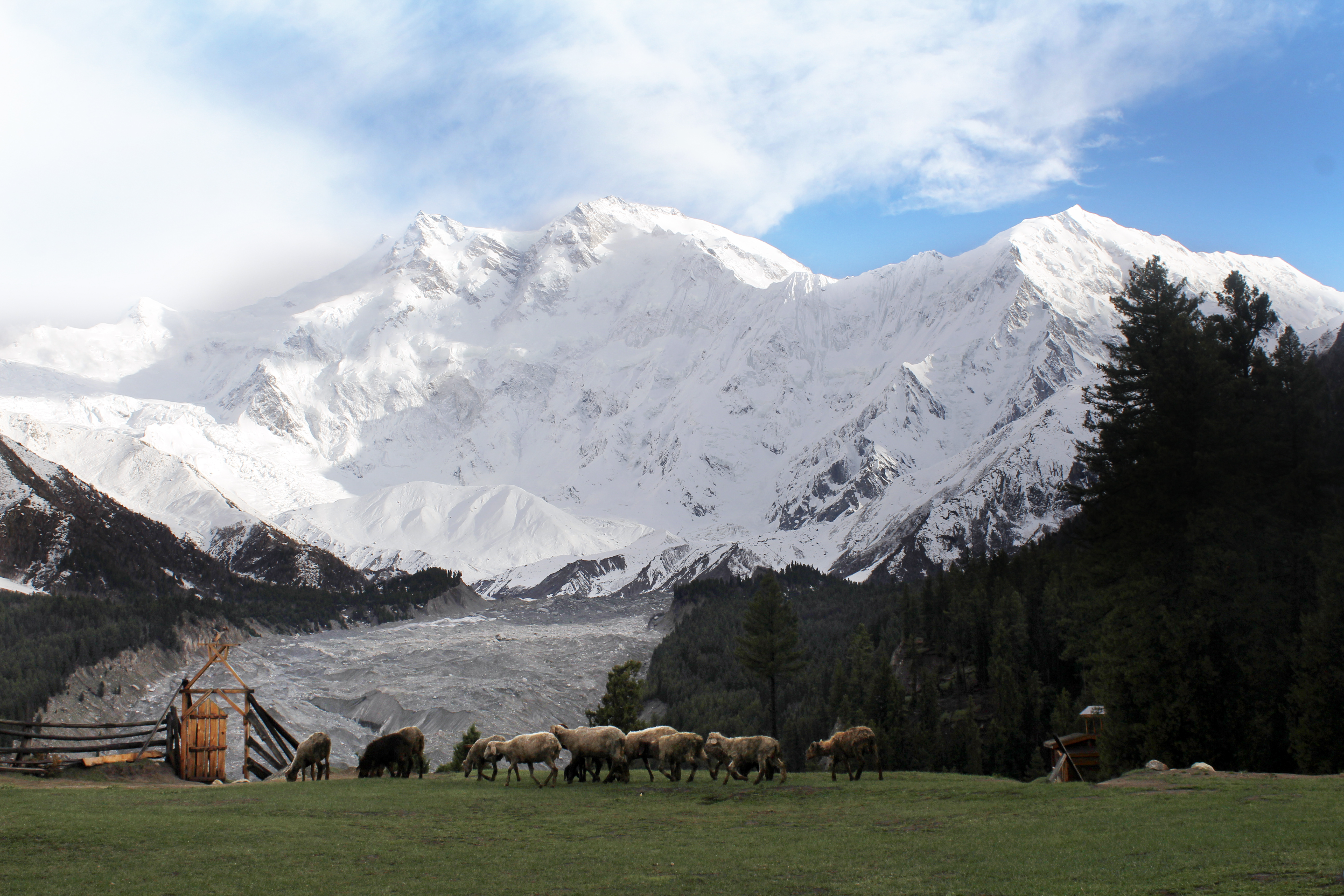
Blick von der Märchenwiese

Das Plateau der Märchenwiese befindet sich im Diamir Distrikt des Gilgit-Baltistan-Gebiets im Rakhiot-Tal. Die Anfahrt erfolgt über den Karakorum Highway bis zum Dorf Tato (auch Tattu). Die enge und gefährliche Schotterstraße zwischen der Rakhiot Brücke und dem Dorf wurde 2013 von der Weltgesundheitsorganisation als eine der gefährlichsten Straßen der Welt deklariert und darf nur von Einheimischen befahren werden, die Transportmöglichkeiten über die etwa 16 Kilometer lange Strecke für Besucher der Märchenwiese anbieten. Vom Dorf aus sind es dann noch etwa fünf Kilometer zu Fuß bis zur Wiese.